# John Patrick (rugbyspeler)
John Clarence Patrick (Palo Alto, 25 november 1898 - San Francisco, 31 mei 1959) was een Amerikaans rugbyspeler. Patrick speelde als fullback.

## Carrière
Tijdens de Olympische Zomerspelen 1920 en 1924 werd hij met de Amerikaanse ploeg olympisch kampioen.

## Erelijst

### Met Verenigde Staten
- Olympische Zomerspelen:  1920, 1924